# Vári (Ukrajna)
Vári (1899-ig Mezővári, ukránul Вари (Vari / Vary), szlovákul Variová) falu Ukrajnában Kárpátalján a Beregszászi járásban. Nagyborzsova közigazgatásilag hozzátartozik.

## Fekvése

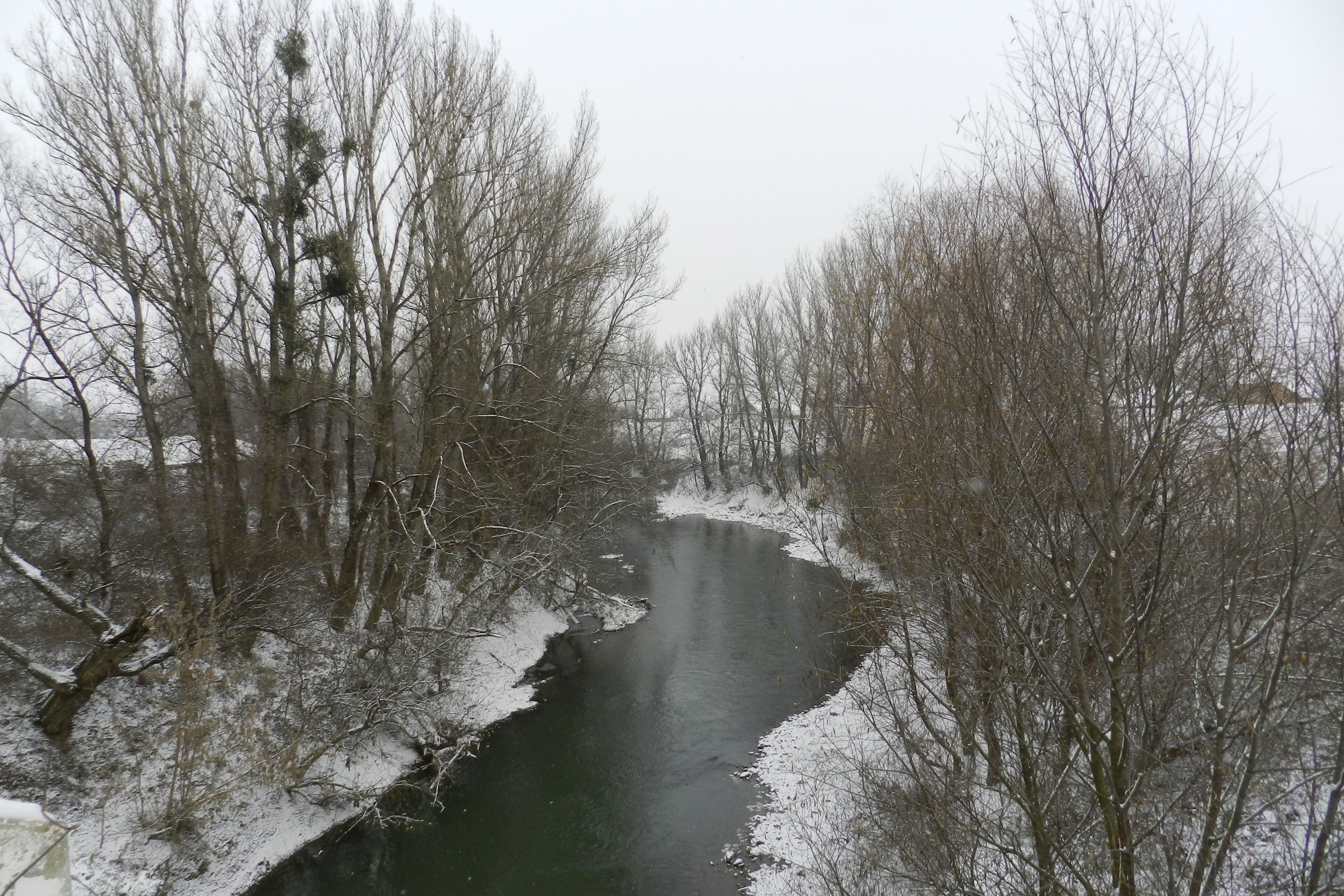
A Borzsa folyó télen

Az egykori mezőváros a Borzsa folyó Tiszába ömlő torkolatánál az ukrán–magyar határ mentén terül el. A járási központ, Beregszász 11 km-re van innen, 6 km-re pedig az Ungvár–Munkács–Rahó országút. A legközelebbi vasútállomás öt kilométerre, Borzsován található. A Tisza bal partján immáron a magyar oldalon található Tiszakóród és Tiszacsécse.

### Éghajlat
Éghajlata mérsékelten kontinentális. Az évi átlaghőmérséklete 9–11 °C. Július az év legmelegebb hónapja, átlag 20,7 °C. Januárban jellemző a legalacsonyabb hőmérséklet, átlag  -2,7 °C. Az éves csapadékmennyiség 600–700 mm. Az éves átlagos páratartalom 75%.

## Története

### Nevének eredete
Neve a magyar vár főnévből ered, melyet ősi földváráról kapott. A 19 századig a Mező- előtagot is használták helységnévként hivatalos dokumentumokban 1903-ig (ami még máig a köznyelvben használatos), mely mezővárosi jellegére utalhatott. Lehoczky Tivadar kutatásai szerint a helyi népi névhasználatban Tiszavárinak is nevezték a települést, ami a Tisza melletti fekvésére utal.

### A honfoglalástól 1700-ig
A honfoglalás idején, 889-ben a magyarok elfoglalták a mostani falu közelében fekvő Borsova várát, és az ottani földbirtokokat. A település a 13. századig nemcsak közigazgatásilag, hanem egyházi szempontból is a környék székhelye volt. A Borzsa Tiszába való torkollásának szögében épült, a maradványaiban ma is felismerhető a földvár mellett, melyet a helytörténeti irodalom Borsova várának tart. Temetőjében láthatók avar kori földvárának nyomai, amely első ispánjáról, Borsról kapta nevét egykor vármegyeszékhely volt. Az 1241–42-es tatárjárás után a Borsova-vár elpusztult, ezek után IV. Béla, mint ahogy a Magyar Királyság határvidékeire, úgy szintúgy Váriba is idegeneket telepített be az újranépesítés érdekében.
1320-ban említik először Vári néven, azelőtt Borsovavárnak nevezték a települést. 1332-ben királyi birtok volt, és Haláborral szomszédos. Ebben az évben a pápai tizedjegyzékben is szerepelt, amely szerint papja ekkor 8 garas pápai tizedet fizetett, tehát esperesi székhely is volt.
A falu a 14. század közepén mezővárosi kiváltságokat kapott, melyet nem sokáig élvezhetett a falu, mivel egyes okmányok szerint 1397-től Várit possessionak (földbirtok) nevezték. Eztet követően sorra követik egymást a tulajdonosok. 1514-ben Dózsa György katonai és a máramarosi oláh nemesek Ugocsából Bereg vármegyébe is átcsapva feldúlták Várit. Azután nagy károkat okozott az árvíz a településen, amiről II. Lajos értesülve 1517-ből való levelében megerősítette Vári kiváltságait, és felmentette őket a tized- és adófizetéstől. 1566-ban tatárok vonultak át a településen, a lakosságot több telekről is rabszíjra húzva elhurcolták, a települést felégették.
A 17. század második felétől fellendült a bőrdíszművesek és a cipészek munkája. 1657-ben a lengyel hadseregek törtek be a vidékre s dulták fel Várit és környékét, az Erdélyi Fejedelemség lengyelpolitikája miatt. 1660-ban pedig törökök csaptak rá, amikor Nagyvárad bevétele után a Tisza körül pusztítottak.
Báthory Zsófia, a Borzsa mellett álló vízimalmot 1675-ben 100 forintért vette meg.

### ARákóczi-szabadságharcidején
1703. május 21-én Esze Tamás kurucai a község piacán is kibontották Rákóczi zászlóit a szabadságharc kezdetének jeleként. A lakosság örömmel hűséget fogadott II. Rákóczi fejedelemnek. Feudalista-ellenes felkelés kezdődött, mely felszabadító háborút eredményezett. Református templomának kapuja felett a Rákóczi-szabadságharc emléktáblája van emlékül.
Vári elhagyása után sor kerül az első megmérködtetésükre, amelynek eredményeképpen Kajdy István borzsovai nemest elfogták és hűségeskü letételére kényszerítették. Ennek értelmében a fejedelem bejöveteléig otthon kellett maradnia, utána pedig a fejedelem zászlaja alatt harcolnia.
1703. július 14-én, mely napon Rákóczi Váriban töltötte az éjszakát, tiszántúli hadjárata során Benéhez ért. Átkelt a Borzsa hídján, és a délutáni órákban Csetfalva és Tiszaújlak határában táborozott le lovasságával, mivel a gyalogosok a mostoha útviszonyok, a sár miatt lemaradtak. Ekkor nem volt semmilyen ellenséges felderítő csapat a környéken. Az egyik ilyen felderítő csapatnak, amelynek kötelékében 20 magyar és 30 német lovas szolgált, Kende Mihály volt a vezetője. Július 13-án átkeltek a Tiszán, Benén és Nagymuzsalyon keresztül Beregszászig meneteltek. Nem tudva Rákóczi támadó jellegű előrenyomulásáról Mezővárin keresztül akartak visszatérni Tiszabecsre. A fejedelem, észlelve a járőrcsapatot, sikeresen bekerítette azokat. Kendének nem maradt más esélye, csak az elkeseredett harc. A négy órán keresztül tartó tiszabecsi csata eredményeként: az ellenség katonái közül nyolcan estek el; Rákóczi vesztesége a kedvezőtlen helyzetük miatt valamivel nagyobb volt; az áldozatok közé került Kende Mihály is, aki a Tiszába fúlt.
A Rákóczi-szabadságharc elején volt olyan, hogy némely vármegyék vezetősége törvénytelenül pénzbeli adókat vetett ki a parasztokra, amik nem voltak rendszeresek, azonban a katonák ellátása mellett nagy terhet jelentettek. Ezért Rákóczi követelte, hogy a katonáknak állt parasztokon azt az adót ne szedjék. A vármegyében kialakult helyzetről Újhelyi István többször tájékoztatja a környéken állomásozó katonaság vezetőit. Március 8-i levelében Kölcsei Imrétől kér tanácsot, ugyanakkor felajánlja a szálfák kiszállítását és az élelmezést a csapatoknak. Jelenti, hogy Farkas Zsigmond vice-kapitány már rég a vármegyében tartózkodik, aki Csetfalvára és Váriba szénát hordatott össze. Majos János ezerének Erdélybe indulására hivatkozva továbbra is ellátmányt követelt. Ujhelyi hangsúlyozta: „Sarcoltatják, pusztítják a szegénységet. Kegyelmed ezeket orvosolja, mert mód nélkül való dolgok.”

### 1716-tól Trianonig
1716-ban a Moldván és Erdélyen át berontó krími tatárok Várit is kifosztották, nemcsak tömérdek ingóságot, templomi tárgyat vittek el, hanem a lakosság egy részét elrabolták. 1726-ban III. Károly a Schönborn családnak adományozta a települést. A 18. században Schönborn gróf vezetésével megkezdődött a cserekereskedelmi időszak.
Az 1848-as forradalom hatására 1848. március 17-én megalakult a nemzeti hadsereg, és csatlakoztak Kossuth Lajos táborához. A forradalom leverése után megerősödött a parasztok elnyomása a községben. Megemelték az adókat, mely a parasztok ellenállását okozta. Az 1880-as éveiben csökkenni kezdett a lakosság a településen. Pestisjárvány, valamint a nagy szegénység miatt többen is emigráltak. A 19. század végén és a 20. század elején Váriban kialakult a falusi proletariátus.
1909-ben a beregszászi banktisztviselők 280 hold földet vásároltak Várin. Megnőtt a munkanélküliek és a tulajdonnal nem rendelkező emberek száma. A földesurak, kihasználva az emberi szegénységet, dolgoztatták őket. Az egésznapos kemény munkáért mindössze 30 krajcárt fizettek. A jószág legeltetése fontos feladattá vált, ezért több legelőre volt szükség. A területet meg kellett védeni az árvíztől, a Borzsa folyót más mederbe terelték és a régi medert Holt-Borzsának nevezték el. A meder helyén egy tó maradt, amiben nagyon sok iszap, szemét rakódott le, ami gyakran fertőző betegségek kialakulásához vezetett.
1910-ben 2625 lakosából 2612 magyar volt. A trianoni békeszerződés aláírása előtt, Vári Bereg vármegye Tiszaháti járásához tartozott.

### A csehszlovák éra

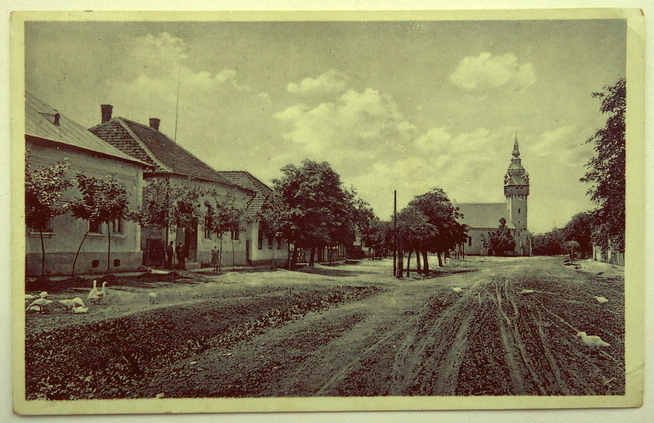
Vári akkori főtere,1931-ben

Az első világháború idején Váriból 450 embert hívtak be katonának, közülük sokan életüket vesztették a fronton. 1919 márciusában megalakult a munkások szövetsége, ami parasztokból és katonákból állt. 1919-ben többen részt vettek a romániai fehérterror leverésében. Ugyanebben az évben még Csehszlovákiának is segítséget nyújtottak. A trianoni döntés értelmében az új határ Vári mentén húzódott. A háború után nehezen indult meg a gazdasági élet. Ez az időszak 1918-tól 1924-ig tartott.
Az 1930-as években nagyon sok ember föld nélkül maradt. Sok parasztnak igen kicsi földrészlege lett, ezért az országhatáron kívül kerestek munkát.

### Újra Magyarország részeként
1938. november 10-én Várit elfoglalták a magyar csapatok. 1942-ben a falusi parasztokat nem kímélték az állam az akkori adókkal, 11 féle adót kellett fizetniük. 1944 nyarán rengeteg épület került a katonaság kezébe.

### A szovjet közigazgatás időszaka
1944. október 24-én a 4. Ukrán Front katonái bevonultak a községbe. A szovjetek október 25-én bevonultak Husztra és Nagyszőlősre, október 26-án Munkácsra, majd október 28-án Beregszászra és Ungvárra is. 1944. november 13-án tartották meg Munkácson a munkácsi, az ungvári, a huszti, a nagyszőlősi, a szolyvai, a técsői és az ilosvai járás kommunista alapszervezeteinek képviselői azt az értekezletet, ahol bizottságot választottak, amelynek elsődleges feladata az volt, hogy megszervezze a Kárpátontúli Ukrajna Kommunista Pártjának alakuló kongresszusát. Aznap, amikor kihirdették a Kárpátalját megszállt 4. ukrán front katonai tanácsa által kiadott 0036. számú szigorúan titkos parancsot a kárpátaljai magyar és német nemzetiségű hadköteles férfiak letartóztatására és elhurcolására.
November 14-én, a 0036. számú szigorúan titkos parancs alapján Kárpátalja községeiben megkezdték a hadköteles korú német és magyar férfiak összegyűjtését. Váriból november 18-án 340 férfit hurcoltak el a szolyvai munkatáborba a területen tartózkodó kommunisták. Ebből a 340 férfiből 169-en odavesztek.

## Lakossága
- A 2001-es népszámlálás adatai alapján népessége meghaladja a 3147 főt. Nemzetiségi összetétele: a magyarok alkotják a többséget a településen, arányuk 81% (2552 fő), utánuk következtek a cigányok (17,8%), a többi nemzetiség részaránya 1,1%. Nyelvi összetétele: 98%-a magyar anyanyelvűnek, 1,6%-a ukrán anyanyelvűnek vallotta magát. Nemi összetétele: 1495 férfi és 1652 nő.

### Népességének alakulása a történelem alatt
| Lakosok száma | 2160 | 2499 | 1943 | 2340 | 2469 | 2625 | 3147 |
|               | 1862 | 1869 | 1880 | 1890 | 1900 | 1910 | 2001 |

Vári lakossága az évek hosszú során jelentősen változott. Az első pontos adat Mária Terézia korából származik, amikor is megtartották az első népszámlálást Magyarország területén. Az akkori felmérés szerint 1230 ember élt itt.
1775-ben a falu népessége igen alacsony volt, mivel azelőtt két évvel pestisjárvány pusztított. Ezután a 19. század végéig folyamatosan emelkedett. Így 1862-ben Vári lélekszáma már 2160 főt tett ki, 1869-ben pedig 2499 fő volt. Ez a szám 1880-ra 1943 főre csökkent. Pontosan nem tudni e drasztikus népességfogyás okát e tíz év alatt, de egyházi forrásokból arra lehet következtetni, hogy a lakosság körében kivándorlási hullám indulhatott meg az elszegényedés miatt.
A népesség egy év múlva öt fővel gyarapodott. Az ezután következő években folyamatos növekedést mutatott, mégpedig úgy, hogy 1890-ben 2340 fő, 1900-ban 2469 fő, 1910-ben 2625 fő volt. Az 1914-ben kezdődő első világháború következtében a falu lakosságának száma 1921-re 2513 főre esett vissza.

## Oktatás
A településen egy, magyar tannyelvű gimnázium működik: a Mezővári II. Rákóczi Ferenc Líceum. 1970-ben adták át a községnek az új iskola épületét. Az előtt a jelenlegi rendelő épületét használták, mielőtt nem nőtt volna meg a tanulók száma.

## Sport
Mezővári Tisza FC Edző: Dér Lajos

## Nevezetességek

### Borsovai várrom
Borsova (Borzsova) vára az oklevelekben 1200 körül tünt fel először Borsoa, Borsua néven. Az egykori Borsova vármegye és esperesség központja volt, és körülötte alakult ki Borsova város. Már Anonymus is említette, szerinte a honfoglalásig Salanus bolgár fejedelem vára volt itt, akitől Árpád serege foglalta el, s a várat leromboltatta. Ami bizonyosnak mondható, hogy I. István által szervezett megyeközpontok közé tartozott. Környékét 1085-ben Kutesk kun vezér dúlta fel. Vára a tatárjárás alatt elpusztult. 1264-ben mikor a pápa felszólította István ifjú királyt, hogy adja vissza nővérének, Annának Borsovát, már nem várnak volt minősítve, mint például Füzér, vagy Bereg, hanem csak birtoknak.

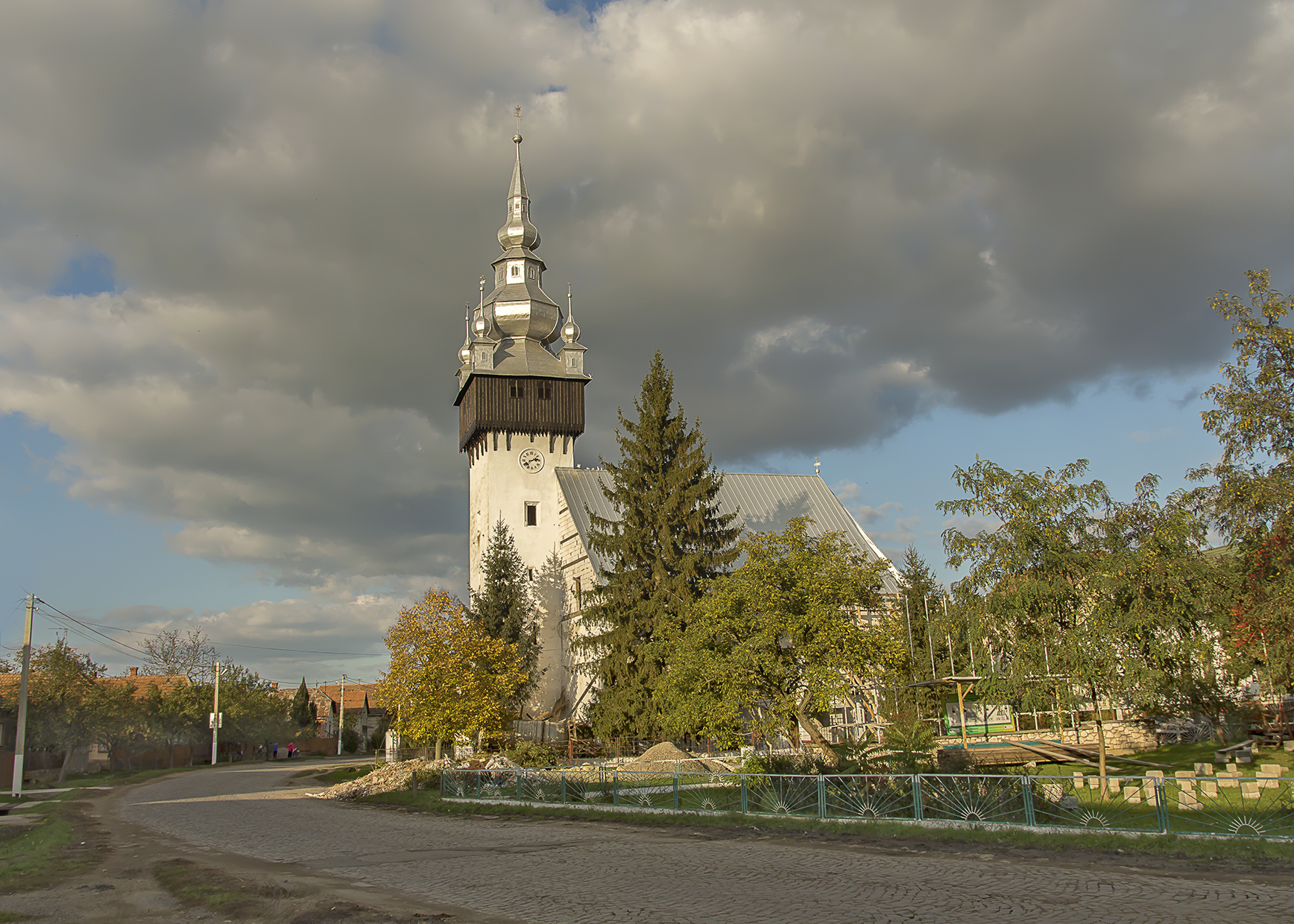
A református templom

### Református templom
A templom elődje  a 15. században építették román stílusban. Akkor római katólikus esperesi templom volt. A reformáció után, 1593 óta a református hitre áttért emberek tulajdona. Az 1657-es lengyel és 1660-as török pusztítások során a templom súlyosan megrongálódott. Mai formáját, gótikus jegyeit az 1795. évi helyreállítás során nyerte el.

## Híres emberek
- Itt született 1847-ben Kepes Gyula orvosprofesszor, az 1872. évi osztrák-magyar északi-sarki expedíció tagja.
- Itt született 1987. március 16-án Józan László színész, 2009 óta a Vígszínház tagja.[5]

## Testvérvárosai
Vári testvérvárosai a következők:
- Kárász, Magyarország